# Fráxo
Fráxo är en ort i Grekland.   Den ligger i prefekturen Nomós Ártas och regionen Epirus, i den centrala delen av landet, 260 km nordväst om huvudstaden Aten. Fráxo ligger 780 meter över havet och antalet invånare är 115.
Terrängen runt Fráxo är kuperad västerut, men österut är den bergig. Runt Fráxo är det glesbefolkat, med 13 invånare per kvadratkilometer. Närmaste större samhälle är Athamánio, 9,4 km nordväst om Fráxo. I omgivningarna runt Fráxo växer i huvudsak blandskog.